# Stephen Roberts
Stephen Roberts (Summersville, 23 novembre 1895 – Los Angeles, 17 luglio 1936) è stato un regista e sceneggiatore statunitense.
Nella sua carriera, fra cortometraggi e lungometraggi, diresse 105 film, usando occasionalmente anche i nomi Stephen R. Roberts e Steve Roberts. Dal 1932 al 1933, fu messo sotto contratto dalla Paramount e, tra il 1934 e il 1936, lavorò alla RKO. 
Stephen Roberts morì a Beverly Hills il 17 luglio 1936 all'età di quarant'anni.

## Filmografia

### Regista
- Somebody Lied, co-regia di Bryan Foy - cortometraggio (1923)
- Cheer Up - cortometraggio (1924)
- Have Mercy - cortometraggio (1925)
- Fares, Please! - cortometraggio (1925)
- Wild Waves - cortometraggio (1925)
- The Cloudhopper - cortometraggio (1925)
- Never Fear - cortometraggio (1925)
- Waiting - cortometraggio (1925)
- Hot and Heavy - cortometraggio (1925)
- Beware - cortometraggio (1925)
- Fair Warning - cortometraggio (1925)
- Fire Away - cortometraggio (1925)
- Framed - cortometraggio (1925)
- Live Cowards - cortometraggio (1926)
- Hold Your Hat
- Light Housekeeping
- Sky Bound
- The Tin Ghost
- Who's My Wife?
- Hold 'Er Sheriff!
- Hanging Fire
- Who Hit Me?
- Solid Gold (1926)
- Don't Miss
- Kiss Papa
- The Radio Bug
- Pink Elephants
- Flaming Romance
- Much Mystery
- High Sea Blues
- Listen Lena
- Hot Lightning
- Brain Storms
- Jungle Heat
- Queens Wild
- No Cheating
- Sure Cure
- High Spots
- Batter Up (1927)
- Fox Tales
- Seeing Stars (1927)
- Ain't Nature Grand
- Red Hot Bullets
- Nothing Flat
- Racing Mad
- His Maiden Voyage
- Kitchen Talent
- Who's Lyin?
- The Lost Laugh
- Leaping Luck
- Just Dandy - cortometraggio (1928)
- Call Your Shots
- Polar Perils
- Stage Frights
- Hot or Cold
- Wives Won't Weaken
- Social Prestige
- L'alfabeto dell'amore (Going Places)
- Beauties Beware
- Whoopee Boys
- Smart Steppers
- Parlor Pests
- Wise Wimmin
- Those Two Boys
- Cold Shivers
- Hot Times
- What a Day!
- Studio Pests
- Honeymooniacs
- Look Out Below (1929)
- Hunting the Hunter
- The Talkies
- The Madhouse
- Romance De Luxe
- Hot -- And How!
- Oh Darling (1930)
- The Big Jewel Case
- Trouble for Two
- Dad Knows Best
- Western Knights (1930)
- Bitter Friends
- Hail the Princess
- Peace and Harmony
- French Kisses
- How's My Baby?
- His Error
- Love a la Mode
- My Harem
- Their Wives' Vacation
- The Laughback
- The Royal Bluff
- Arabian Knights
- Let's Play
- Here's Luck
- Parisian Gaities
- Ala infranta (Sky Bride) (1932)
- Cuore d'amanti (Lady and Gent) (1932)
- The Night of June 13
- Se avessi un milione (If I Had a Million) (1932) - insieme a vari altri registi
- Perdizione (The Story of Temple Drake) (1933)
- Convegno d'amore (One Sunday Afternoon) (1933)
- Squillo di tromba (The Trumpet Blows) (1934)
- Romance in Manhattan (1935)
- La maschera di mezzanotte (Star of Midnight) (1935)
- L'uomo che sbancò Montecarlo (The Man Who Broke the Bank at Monte Carlo) (1935)
- Una moglie ideale (The Lady Consents) (1936)
- Il fantino di Kent (The Ex-Mrs. Bradford) (1936)

### Aiuto regista
- White Hands, regia di Lambert Hillyer (1922)

### Sceneggiatore (parziale)
- Solid Gold, regia di Stephen Roberts (1926)